# Carl Schlettwein (Verleger)

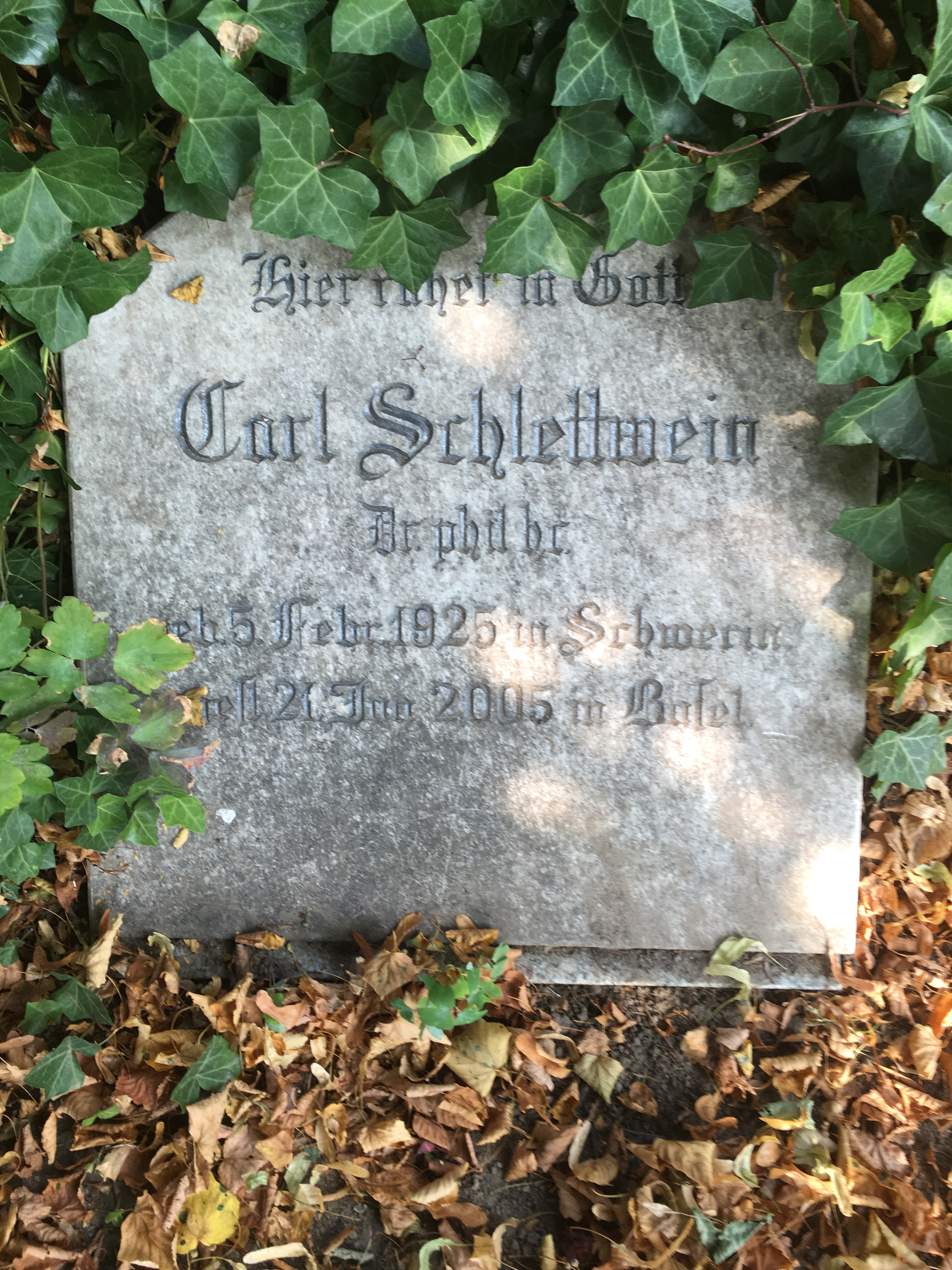
Grabplatte im Familienbegräbnis auf dem Kirchhof der Dorfkirche Petschow

Carl Adolf Richard Curt Schlettwein, genannt auch Carlo Schlettwein (* 5. Februar 1925 in Schwerin; † 21. Januar 2005 in Basel) war ein deutsch-schweizerischer Verleger und Experte für Namibia.

## Leben
Carl Schlettwein war ein Sohn des mecklenburgischen Ministerialbeamten Adolf Schlettwein. Nach seiner Schulzeit an der Großen Stadtschule Wismar sowie geleistetem Kriegsdienst im Zweiten Weltkrieg studierte er Volkswirtschaft an der Universität Kiel.
Er wanderte 1952 mit einem nach Kapstadt gehenden Auswandererschiff nach Südwestafrika (heute Namibia) aus, wo Teile der Familie Schlettwein seit den 1890er Jahren gesiedelt hatten (siehe Carl Schlettwein (Farmer)) und bis heute leben. Er arbeitete dort leitend in der Fleischverarbeitung und im Überseehandel. Nebenher baute er eine persönliche Namibia-Bibliothek auf. Nach seiner Heirat mit der Schweizer Ärztin Daniela Gsell (1930–2022), Tochter des Direktors Rudolf Emil Gsell-Busse († 1962) des Schweizer Konzerns Hoffmann-La Roche, zog er 1964 mit dieser nach Basel und entfaltete dort eine auf den Südwesten Afrikas bezogene Tätigkeit als Verleger. 1971 gründete er die Basler Afrika Bibliographien, die seit 1994 von der aus seinen Sammlungen und mit Geldmitteln aus dem Nachlass seiner Schwiegereltern errichteten Carl Schlettwein Stiftung getragen werden. Die Stiftung fördert mit Stipendien auch gezielt Studierende in Namibia und hat ihren Sitz im mittelalterlichen Tscheggenbürlins Hus in Basel.
Schlettwein unterhielt von 1977 bis 1991 einen quartalsweise erscheinenden Nachrichtendienst und ist Verfasser bzw. Herausgeber zahlreicher Werke, auch zu historischen und literarischen Themen. Gelegentlich nutzte er auch die Pseudonyme K. Peter Johansen und Martin Vogt.

## Familie

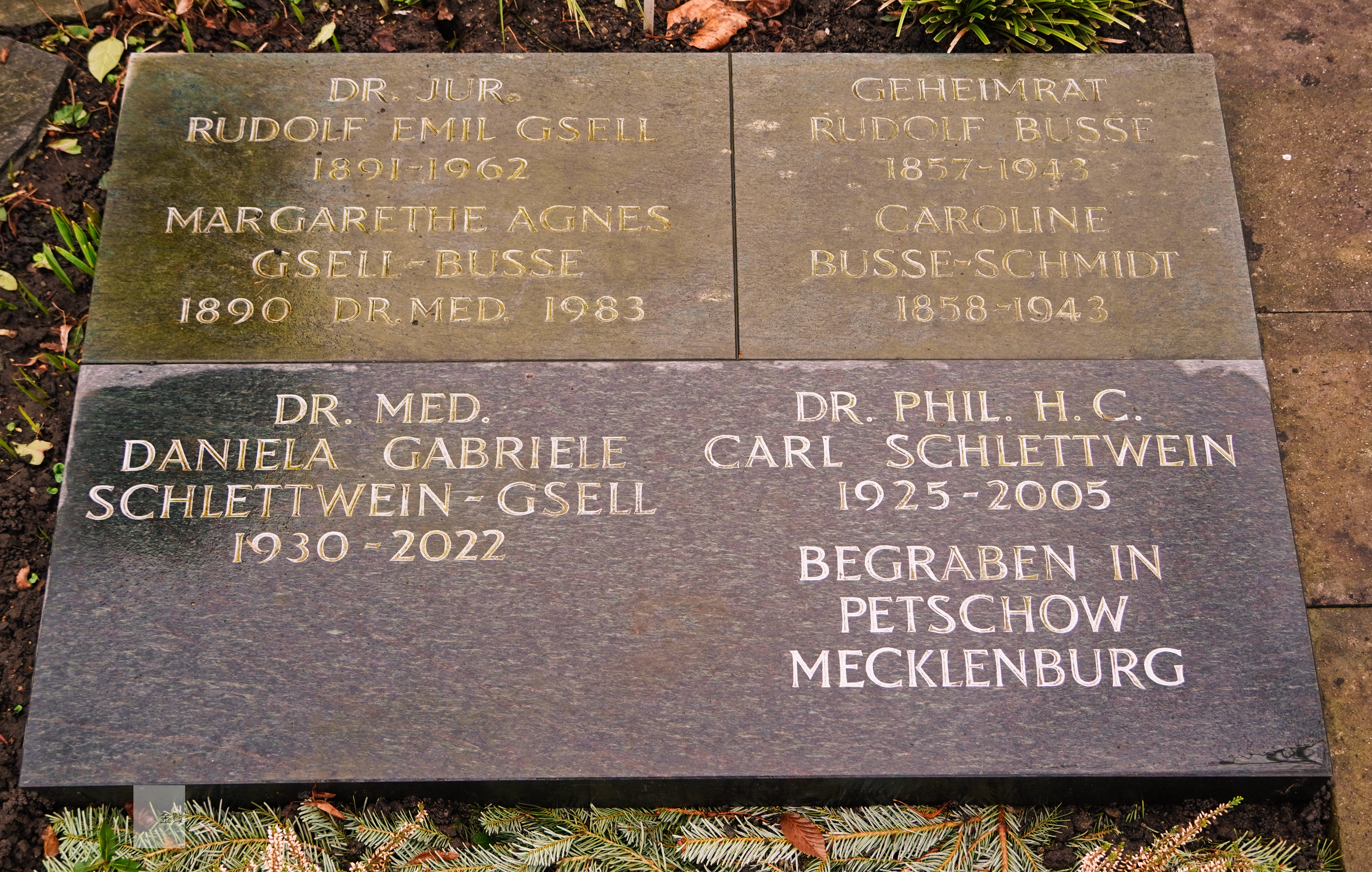
Grab der Daniela Schlettwein-Gsell auf dem Gottesacker in Riehen, mit einem Kenotaph für Carl Schlettwein

Schlettwein heiratete 1963 Daniela Gabriele Gsell, mit der er zwei Kinder hatte:
- Pierrette (* 1965)
- Carl Rudolf Laurenz, genannt Luccio (* 1967)

Zu seinen Vorfahren gehört der Nationalökonom Johann August Schlettwein.

## Auszeichnungen
- Ehrendoktor der Universität Basel (1997)

## Schriften
- Verzeichnis der Schriften von Johann August Schlettwein. 1731–1802, 1970
- Bibliographie Südwestafrika (Namibia), 1971 ff.
- Libraries and archives in South West Africa, 1975
- Johann August Schlettwein. Ein deutscher Physiokrat 1731–1802. Verzeichnis seiner Schriften, 1981
- Südwestafrika. Jahresberichte 1962–1979, 1982